# Torre degli Ulivi
Torre degli Ulivi è una frazione di circa 2.000 abitanti del comune di Capoterra, città metropolitana di Cagliari, nella Sardegna meridionale. Dista circa 18 km da Cagliari, raggiungibile percorrendo la strada statale 195 Sulcitana, e 15 km da Pula.

## Storia
È un centro residenziale sul mare, nato negli anni 80 sul territorio di "Orti su Loi". È divisa da un viale alberato che porta al mare, tra il settore A (a nord) e il settore B (a sud). Ha avuto una grande espansione demografica negli anni novanta con la costruzione di numerose villette a schiera.

## Monumenti e luoghi d'interesse
Sul lato del settore B che si affaccia sul mare, si trova la  torre di Su Loi, una torre di avvistamento costiera risalente al 1600 circa.
È una delle 105 torri costiere della Sardegna. La torre è ubicata a dieci metri circa sul livello del mare, sul punto più alto della costa di Capoterra, e domina tutta la parte occidentale del golfo di Cagliari.

## Cultura

### Cinema
Il 22 settembre del 2017 a Torre degli Ulivi sono state girate alcune scene del film Domino di Brian De Palma.

## Galleria d'immagini

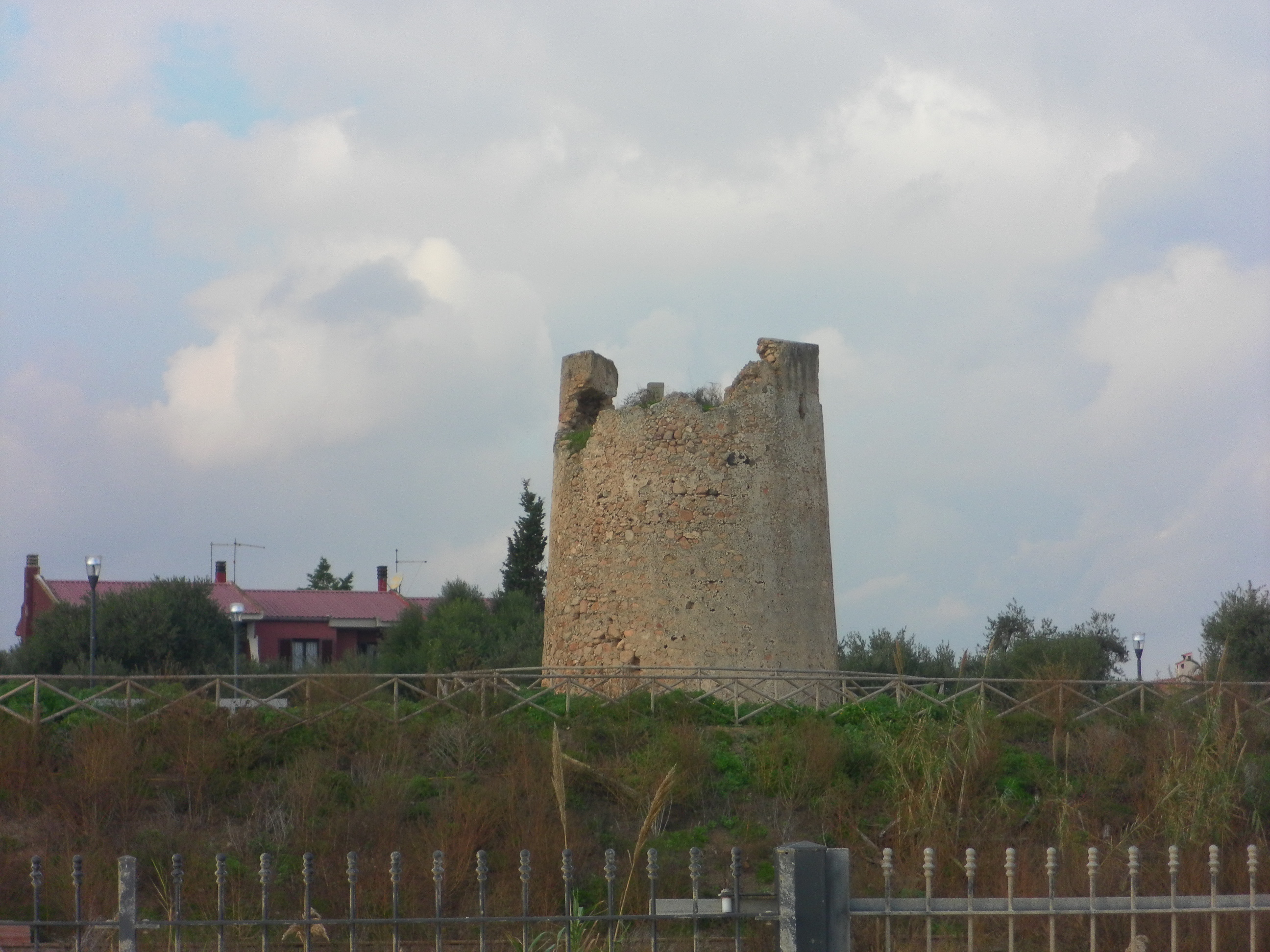
La torre di Su Loi
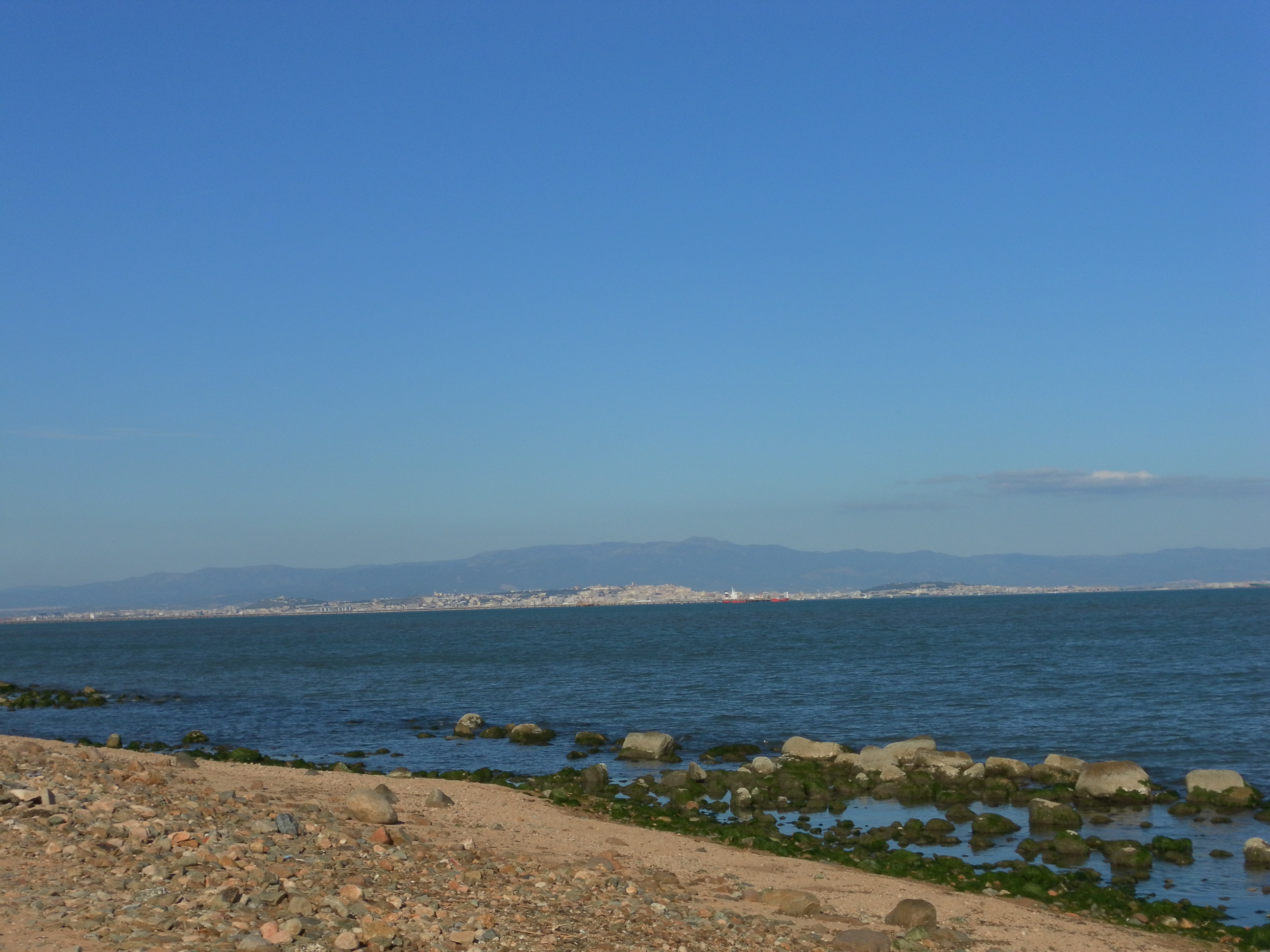
Cagliari vista da Torre degli Ulivi
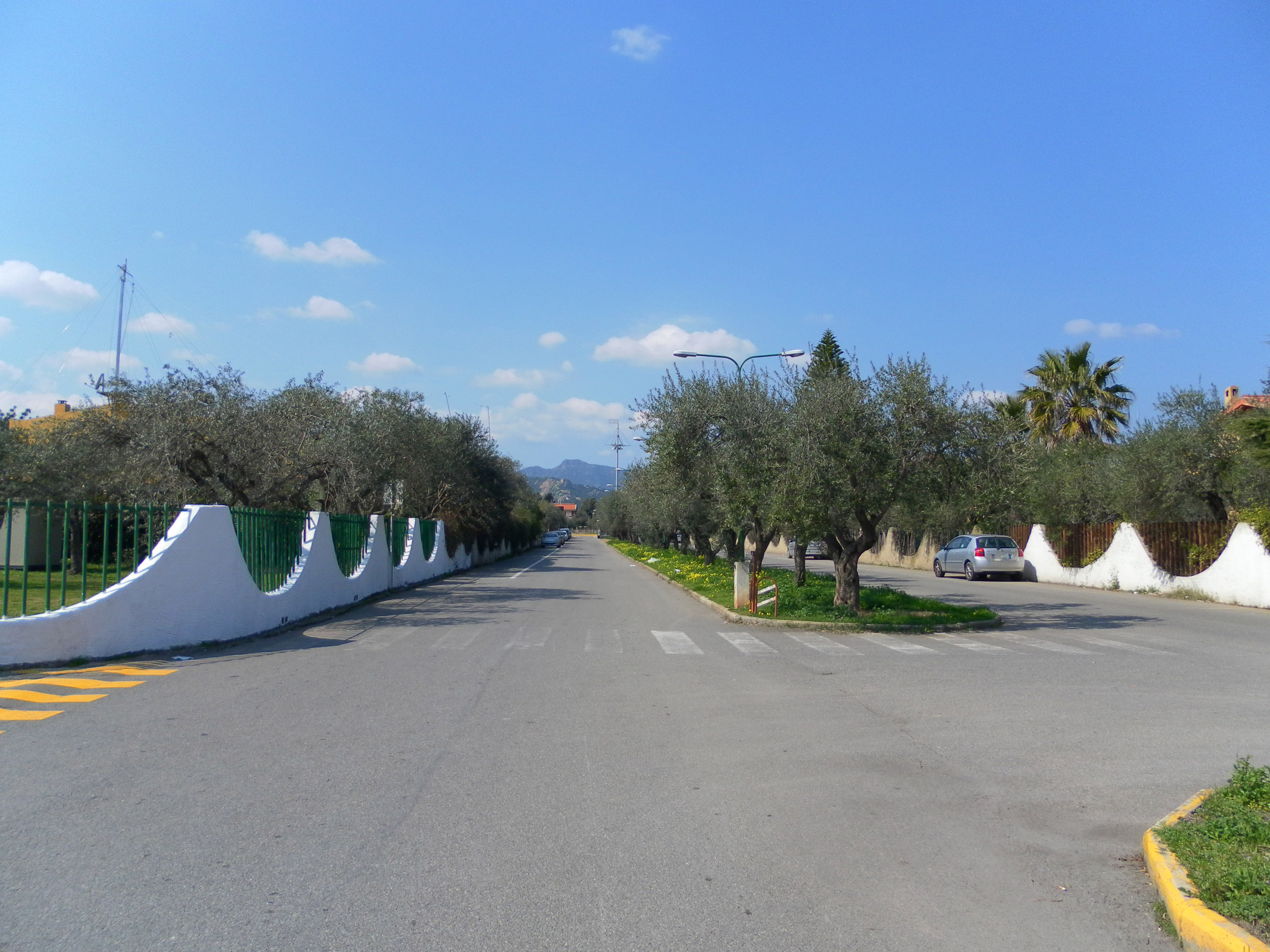
Il viale
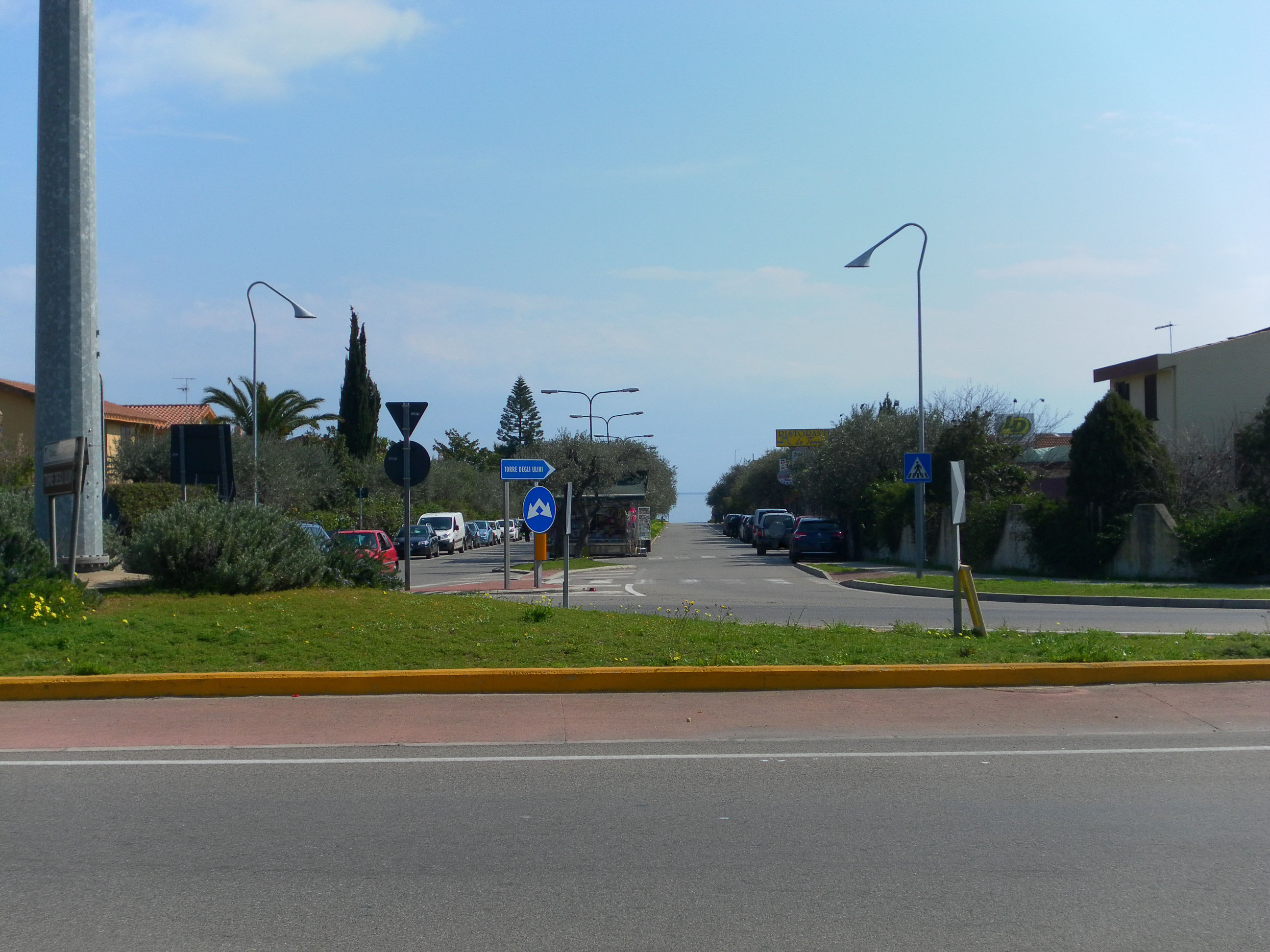
Ingresso di Torre degli Ulivi dalla statale 195